# Saraxhi
Saraxhi är en ort i Mexiko.   Den ligger i kommunen Villa de Tamazulápam del Progreso och delstaten Oaxaca, i den sydöstra delen av landet, 250 km sydost om huvudstaden Mexico City. Saraxhi ligger 2 027 meter över havet och antalet invånare är 166.
Terrängen runt Saraxhi är kuperad. Runt Saraxhi är det ganska tätbefolkat, med 56 invånare per kvadratkilometer. Närmaste större samhälle är Tamazulapam Villa del Progreso, 0,89 km nordost om Saraxhi. Trakten runt Saraxhi består i huvudsak av gräsmarker.